# Col d'Erroymendi
Le col d'Erroïmendi ou le col d'Erroymendi est un col de montagne situé au-dessus de Larrau en Haute-Soule dans les Pyrénées-Atlantiques. Il se situe entre les vallées des deux précurseurs du gave de Larrau : le Zurkaitzegiko erreka de Larrau et l'Olhadoko erreka qui emprunte les gorges de Holtzarté.
Il est souvent confondu avec le col voisin de Sakʰiko lepʰua emprunté par la route D26 qui mène au port de Larrau (1 585 m). Les deux cols dominent le vallon d'Arhanolatze au sud.

## Toponymie
Son nom signifie 'montagne des corbeaux freux'.